# Cináed mac Írgalaig
Cináed mac Írgalaig (... – 728) fu un re di Brega che viene considerato anche re supremo d'Irlanda.
Apparteneva ai Síl nÁedo Sláine, ramo degli Uí Néill del sud. Ad eccezione di Congalach Cnogba nel X secolo, fu l'ultimo sovrano supremo a provenire dai Síl nÁedo Sláine. Sarebbe succeduto a Fogartach mac Néill. Fu sconfitto e ucciso nella battaglia di Druim Corcainn (o Druim Ciarain, luogo non identificato) da Flaithbertach mac Loingsig dei Cenél Conaill del nord, che salì così sul trono d'Irlanda.